# 釧路ハリストス正教会

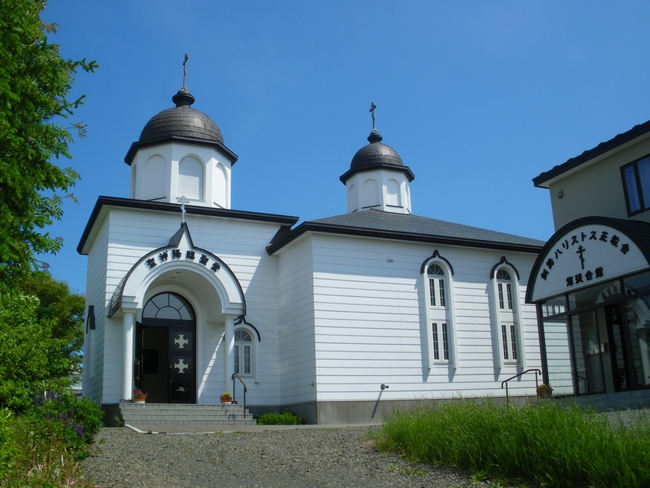
2つのドームが特徴的な聖堂。手前に信徒会館が見える。

釧路ハリストス正教会（くしろはりすとすせいきょうかい）は、日本ハリストス正教会に所属し、聖神降臨聖堂を有する、正教会の教会である。北海道釧路市に所在する。

## 沿革
- 1898年 - 浦見町1番地に前身となる釧路正教会が設立[1]。
- 1902年 - 春採番外地に初代聖堂建立。福井寧司祭が成聖[1]。
- 1910年 - ロマン福井司祭が根室正教会から釧路正教会に移り、以後釧路正教会が北海道東地区を管轄する[2]。
- 1932年 - 2代目聖堂建立。河村伊蔵輔祭が設計。セルギイ (日本府主教)が成聖[2]。
- 1945年 - ソ連が千島列島を占領し、北海道東地区は千島列島を喪失。
- 1992年 - 3代目聖堂建立[2]。永島新二府主教が成聖。